# Ressonância orbital
Uma ressonância orbital ocorre quando dois ou mais corpos em órbita exercem influência gravitacional um com o outro, geralmente por causa de uma similaridade fracional sobre os períodos orbitais dos corpos celestiais em questão.
A ressonância de Laplace é um tipo de ressonância orbital onde a razão do período orbital dos astros envolvidos possui apenas números inteiros (como 1:2:4), possuindo este nome em homenagem ao cientista francês que descobriu esta propriedade, Pierre-Simon Laplace. Um exemplo é o período orbital que ocorre entre os satélites Io, Europa e Ganímedes, de Júpiter, que possuem uma ressonância de 1:2:4 entre si - ou seja, para cada quatro órbitas feitas por Io, Europa faz exatamente duas, e Ganímedes, uma.